# Comuna Pohorilți, Semenivka
Pohorilți (în ucraineană Погорільці) este o comună în raionul Semenivka, regiunea Cernihiv, Ucraina, formată din satele Hannivka, Losivka, Pohorilți (reședința) și Topolivka.

## Demografie
Componența lingvistică a comunei Pohorilți
     Ucraineană (98,47%)
     Rusă (1,21%)
     Alte limbi (0,32%)
Conform recensământului din 2001, majoritatea populației comunei Pohorilți era vorbitoare de ucraineană (98,47%), existând în minoritate și vorbitori de rusă (1,21%).